# Sara Driver
Sara Driver (Westfield, Nueva Jersey; 15 de diciembre de 1955) es una realizadora de cine independiente, conocida por su trabajo junto a Jim Jarmusch, su pareja.

## Carrera en el cine
Hizo su debut como directora en 1981 con You Are Not I, un cortometraje coescrito por Jarmusch. Su primer largometraje fue Sleepwalk de 1986. También dirigió el episodio "Bed and Boar" de la serie Monsters (1990). Su más reciente trabajo como directora es When Pigs Fly de 1993. Driver tiene varios créditos en producciones de Jim Jarmusch y ha tenido papeles menores en tres de sus películas.
En 2005, fue jurado en el Festival Internacional de Cine de Miami.

## Filmografía
- Permanent Vacation (1980) - actriz, production manager, asistente de director
- You Are Not I (1981) - directora, escritora, productora
- Stranger Than Paradise (1984) - actriz, productora, production manager
- Sleepwalk/Year of the Dog (1986) - directora, escritora, productora
- Down by Law (1986) - production Troubleshooter
- Mystery Train (1989) - actriz
- Bloodhounds of Broadway (1989) - actriz (Yvette)
- Monsters (episodio "Bed and Boar") (1990) - directora
- Keep It For Yourself (1991) - actriz
- Night on Earth (1991) - miembro de equipo de producción (sin acreditar)
- When Pigs Fly (1993) - directora, escritora
- Ghost Dog: The Way of the Samurai (1999) - story consultant
- Broken Flowers (2005) - en los créditos como "idea inspired from"